# 梯子的最後一階
《梯子的最後一階》是一部由史蒂芬·金於1978年所著的短篇小說，收錄在短篇小說集《有時候，他們會回來》內，過去從未發表。

## 故事簡介
賴瑞和凱蒂是兩兄妹，兩人小時候的關係很好，賴瑞更在一次危險中救了凱蒂。只是兩人成長後各走各路，賴瑞進了法學院成為律師，凱蒂則不斷和男人糾纏。凱蒂有時會寫信給賴瑞，可惜賴瑞很少回信。最終凱蒂決定在不幸的漩渦中自殺身亡。